# Oncodesmella pastazius
Oncodesmella pastazius är en mångfotingart som först beskrevs av Kraus 1960.  Oncodesmella pastazius ingår i släktet Oncodesmella och familjen Cyrtodesmidae. Inga underarter finns listade i Catalogue of Life.